# Shayne Ward
Pour les articles homonymes, voir Ward.
Shayne Ward, dont le vrai nom est Shayne Thomas Ward (né le 16 octobre 1984 dans le District métropolitain de Tameside, Grand Manchester), est un chanteur pop anglais. Il a connu un grand succès au Royaume-Uni mais aussi en Irlande et en Asie, après avoir gagné la deuxième saison de The X Factor. En 2008, Ward a vendu plus de 3 millions de disques dans le monde entier, dont 600 000 exemplaires de son premier album en Asie et environ 980 000 des deux albums au Royaume-Uni.

## Biographie

### Début de sa carrière
Ward est né en 1984 près de Manchester, de parents irlandais. Il a une sœur jumelle appelée Emma et cinq autres frères et sœurs : Marque, Martin, Michael, Lisa et Leona. Il est un supporter de Manchester United, et en 2002, il a atteint les trente finalistes de Popstars. Avant sa participation à The X Factor, Ward était dans un groupe appelé Destiny, avec Tracy Murphy et Tracey Lyle.

### The X Factor2005
Début 2005, Ward a auditionné pour la deuxième saison de The X Factor. Il a impressionné chacun des trois juges (Simon Cowell, Sharon Osbourne et Louis Walsh) et a atteint le tour suivant. Il a ensuite été choisi pour être parmi les 4 concurrents pour chanter dans le live show. 
Ward est rapidement devenu le favori des bookmakers pour remporter l'émission. Lors de la grande finale, il gagne le titre de The X Factor 2005. Il n'avait pas chuté dans les deux niveaux inférieurs lors de toute la compétition. Il a gagné avec une marge de 1,2 % des votes, parmi les 10,8 millions qui ont voté pour lui par téléphone. Juste après la compétition, son mentor Louis Walsh est devenu son manager sous coentreprise avec Global Publishing et Walsh Global Management.

### L’année 2006-2007
Juste après sa victoire à The X Factor, Ward a signé un contrat d'enregistrement avec Sony BMG et son premier single, That's My Goal (« ça c’est mon but »), est sorti au Royaume-Uni le mercredi 21 décembre 2005 après qu’il a atteint 742 000 copies massives (313 000 y compris son premier jour), il est devenu le numéro un des singles de Noël de 2005, il est resté à la première place pendant quatre semaines et dans le top 75 jusqu'en juin 2006, soit 21 semaines. Il est donc devenu le quatrième single britannique qui a vendu plus de copies, battu seulement par celui d'Elton John Candle in the Wind (« une bougie dans le vent »), celui de Will Young' Anything Is Possible/Evergreen et celui de Gareth Gates Unchained Melodyqui ont vendu 685 000, 403 000 et 335 000 copies leurs premiers jours de vente. Jusqu'ici, That’s My Goal s'est vendu à 1 300 000 copies.
Le deuxième single de Shayne Ward, No Promises (« Aucune promesse »), une reprise d'une chanson de Bryan Rice, est sorti le 10 avril 2006, et a été placé à la deuxième place dans le classement des singles au Royaume-Uni. Shayne Ward, son premier album éponyme est sorti le lundi 17 avril, vendu à plus de 95 000 copies les deux premiers jours. À la fin de la semaine, l'album s'était vendu à 201 266 exemplaires et était classé numéro un dans les charts des albums. Jusqu'ici, il s'est vendu 520 000 copies de l'album au Royaume-Uni et plus de 200 000 dans le monde (numéro un dans huit autres pays).
Le troisième single de Shayne Ward, Stand by Me, n’a pas réussi à se placer dans les premiers positions dans les charts comme les deux précédents, se limitant à la quatorzième place. Il est allé légèrement plus haut dans les charts irlandais, atteignant le numéro neuf.

### 2007-2008:Breathless
En 26 novembre 2007, Shayne Ward a sorti son deuxième album intitulé Breathless et il a vendu 95 801 copies dès la première semaine mais il est moins réussi que son premier album. Il a débuté à la deuxième place aux charts britanniques, et à la première place en Irlande.
Le premier single de l’album était If That’s Ok With You qui est sorti le 20 août 2007, et le 24 septembre 2007 il a sorti le deuxième single No You Hang Up. Le 19 novembre 2007, "Breathless" est choisi comme 3e single. L'album s'est vendu à 450 000 exemplaires au total au Royaume-Uni. Shayne Ward part ensuite en tournée, "The Breathless Tour", à partir de mai 2008 dans toute l’Angleterre et passe par l'O2 Arena de Londres.

### 2009-2011:Obsession
Le 3e album de Shayne Ward intitulé Obsession sort le 15 novembre 2010. Il a collaboré avec Savan Kotecha, Quiz & Larossi et Lucas Secon. Le chanteur a enregistré des titres avec Taio Cruz et RedOne mais ne les a finalement pas retenu pour son disque. Le premier single "Gotta Be Somebody" est une reprise du groupe Nickelback. Il sort le 7 novembre 2010 sur les plates-formes de téléchargement légal. Le 19 avril 2011, Syco Music ne renouvèle le contrat de Shayne Ward qui se retrouve sans maison de disques. Le 9 juin 2011, le chanteur annonce sa participation à la comédie musicale Rock of Ages. Elle débute le 31 août 2011 au Shaftesbury Theatre de Londres.

## Discographie

### Albums
| Shayne Ward                                                  | - Released: 17 April 2006 - Label: Syco - Formats: CD, digital download    | 1  | —  | 1  | 8 | 8  | - UK: Platinum - IRE: 4× Platinum |  |  |  |  |  |  |
| Breathless                                                   | - Released: 26 November 2007 - Label: Syco - Formats: CD, digital download | 2  | 39 | 1  | — | 12 | - IRE: 5× Platinum                |  |  |  |  |  |  |
| Obsession                                                    | - Released: 15 November 2010 - Label: Syco - Formats: CD, digital download | 15 | —  | 11 | — | 39 |                                   |  |  |  |  |  |  |
| Closer                                                       | - Released: 12 April 2015 - Label: MPG - Formats: CD, digital download     | 17 | —  | 16 | — | —  |                                   |  |  |  |  |  |  |
| "—" denotes releases that did not chart or were not released |                                                                            |    |    |    |   |    |                                   |  |  |  |  |  |  |

### Singles
| "That's My Goal"                                            | 1  | —  | 1  | —  | 58 | 4  | - UK: Gold  | Shayne Ward |
| "No Promises (en)"                                          | 2  | —  | 1  | 13 | 4  | —  |             | Shayne Ward |
| "Stand by Me"                                               | 14 | —  | 9  | —  | —  | 42 |             | Shayne Ward |
| "If That's OK with You" [A] [B]                             | 2  | —  | 1  | —  | 45 | —  |             | Breathless  |
| "No U Hang Up"                                              | 2  | 11 | —  | 38 | 38 | —  | - DEN: Gold | Breathless  |
| "Breathless"                                                | 6  | —  | 2  | —  | —  | 25 |             | Breathless  |
| "Gotta Be Somebody"                                         | 12 | —  | 10 | —  | —  | —  |             | Obsession   |
| "Obsession"                                                 | 97 | —  | —  | —  | —  | —  |             | Obsession   |
| "Must Be A Reason Why..." (featuring J. Pearl)              | —  | —  | —  | —  | —  | —  |             | Obsession   |
| "—" denotes singles that did not chart or were not released |    |    |    |    |    |    |             |             |

## Pistes de son premier album
| No  | Titre                      | Durée |
| --- | -------------------------- | ----- |
| 1.  | That's My Goal             | 3:41  |
| 2.  | No Promises                | 3:44  |
| 3.  | Stand by Me                | 4:15  |
| 4.  | All My Life                | 4:26  |
| 5.  | You're Not Alone           | 3:53  |
| 6.  | I Cry                      | 4:21  |
| 7.  | What About Me              | 3:22  |
| 8.  | Back at One                | 3:37  |
| 9.  | Someone to Love            | 4:10  |
| 10. | Something Worth Living For | 4:07  |
| 11. | A Better Man               | 4:14  |
| 12. | Next to Me                 | 3:06  |

- UK & SA Version

| No  | Titre            | Durée |
| --- | ---------------- | ----- |
| 13. | Over the Rainbow | 2:20  |